# Prêmio Presidencial Jovem Investigador
O Prêmio Presidencial Jovem Investigador (em inglês:  Presidential Young Investigator Award - PYI) foi concedido pela Fundação Nacional da Ciência do Governo dos Estados Unidos. O programa operou de 1984 a 1991, e foi substituído pelo NSF Young Investigator (NYI) Awards and Presidential Faculty Fellows Program (PFF).
O prêmio disponibilizou no mínimo de US$ 25.000 ao ano durante cinco anos da NSF, com a possibilidade de até US$ 100.000 anuais se o PYI obtivesse fundos da indústria. O programa foi criticado em 1990 por não representar o melhor uso dos fundos da NSF em uma era de orçamentos apertados.

## Recipientes
Recipientes do Prêmio PYI incluem:
- Alice Agogino, engenharia, 1985[4]
- Paul Alivisatos, química, 1991[5]
- Peter B. Armentrout, química, 1984
- David Pope Anderson, ciência da computação
- Prith Banerjee, arquitetura de sistemas computacionais, 1987[6]
- Paul Barbara, química, 1984[7]
- Mary Beckman, linguística, 1988
- Mladen Bestvina, matemática, 1988
- Rogers Brubaker, sociologia, 1994
- Stephen Z.D. Cheng, ciência dos polímeros, 1991
- Vish V. Subramaniam, engenharia mecânica, 1991
- Supriyo Datta, engenharia elétrica, 1984
- Rina Dechter, ciência da computação, 1991[8]
- Bruce Donald, engenharia elétrica, 1989
- David Donoho, estatística, 1985
- Lin Fanghua, matemática, 1989
- Juli Feigon, bioquímica, 1989[9]
- Eric Fossum, engenharia elétrica, 1986
- Jennifer Freyd, psicologia
- Elaine Fuchs, biologia celular
- Gerald Fuller, engenharia química
- Huajian Gao, ciência dos materiais
- Leslie Greengard, avançou o programa de pesquisa computacional e matemática computacional, 1990[10]
- David Hillis, biologia evolutiva, 1987
- John M. Hollerbach, percepção tátil, 1984[11]
- Kathleen Howell, astronomia, 1984
- Paul Hudak, ciência da computação, 1985[12]
- Moshe Kam, engenharia elétrica, 1990
- David B. Kaplan, física, 1990[13]
- Mehran Kardar, física, 1989
- Karen Kavanagh, física, 1991
- Vijay Kumar, robótica, 1991
- James W. LaBelle, física, 1990
- Kevin K. Lehmann, química, 1985
- Charles Eric Leiserson, ciência da computação, 1985
- John H. Lienhard V, engenharia mecânica
- John Edwin Luecke, matemática, 1992
- Eric Mazur, física
- Mark McMenamin, geologia, 1988
- Fulvio Melia, astrofísica
- Carolyn Meyers, engenharia química
- Michael Ira Miller, engenharia biomédica[14]
- Robert F. Murphy, biologia computacional,[15] 1983
- Monica Olvera de la Cruz, física dos materiais, 1989
- Randy Pausch, ciência da computação
- Ken Perlin, computação gráfica, 1991
- Ronald T. Raines, biologia química
- Lisa Randall, física teórica, 1992[16]
- Ares J. Rosakis, 1985
- Karl Rubin, matemática
- Sunil Saigal, engenharia civil, 1990
- Peter Salovey, psicologia
- Aziz Sancar, biofísica molecular, 1984
- Robert Sapolsky, neuroendocrinologia
- Philip B. Stark, estatística, 1989
- Michael Steer, engenharia elétrica, 1986
- Howard Alvin Stone, sistemas químicos, de bioengenharia, ambientais e de transporte, 1989[17]
- Steven Strogatz, matemática, 1990
- Éva Tardos, análise de algoritmos
- Masaru Tomita, biologia computacional, 1988
- Jeffrey Vitter, ciência da computação, 1985
- Martin Yarmush, engenharia bioquímica, 1988
- Todd Yeates, bioquímica, 1991
- Alex Zettl, física, 1984
- Steven Zimmerman, química